# Bill Hoyt
William Welles Hoyt, detto Bill (Glastonbury, 7 maggio 1875 – Cambridge, 1º dicembre 1954), è stato un astista e ostacolista statunitense, campione olimpico di salto con l'asta ai Giochi di Atene 1896.

## Biografia
Studente all'Università di Harvard, Bill Hoyt prese parte ai Giochi della I Olimpiade di Atene del 1896, vincendo la medaglia d'oro nel salto con l'asta, saltando 3,30 m, precedendo Albert Tyler di 10 cm.
Partecipò anche ai 110 metri ostacoli, qualificandosi per la finale, a cui tuttavia non partecipò per preparare meglio la gara del salto con l'asta.

## Palmarès
| Anno | Manifestazione  | Sede  | Evento           | Risultato | Prestazione | Note  |
| ---- | --------------- | ----- | ---------------- | --------- | ----------- | ----- |
| 1896 | Giochi olimpici | Atene | 110 metri hs     | Finale    | dns         | [ 1 ] |
| 1896 | Giochi olimpici | Atene | Salto con l'asta | Oro       | 3,30 m      |       |